# Andreas Rank

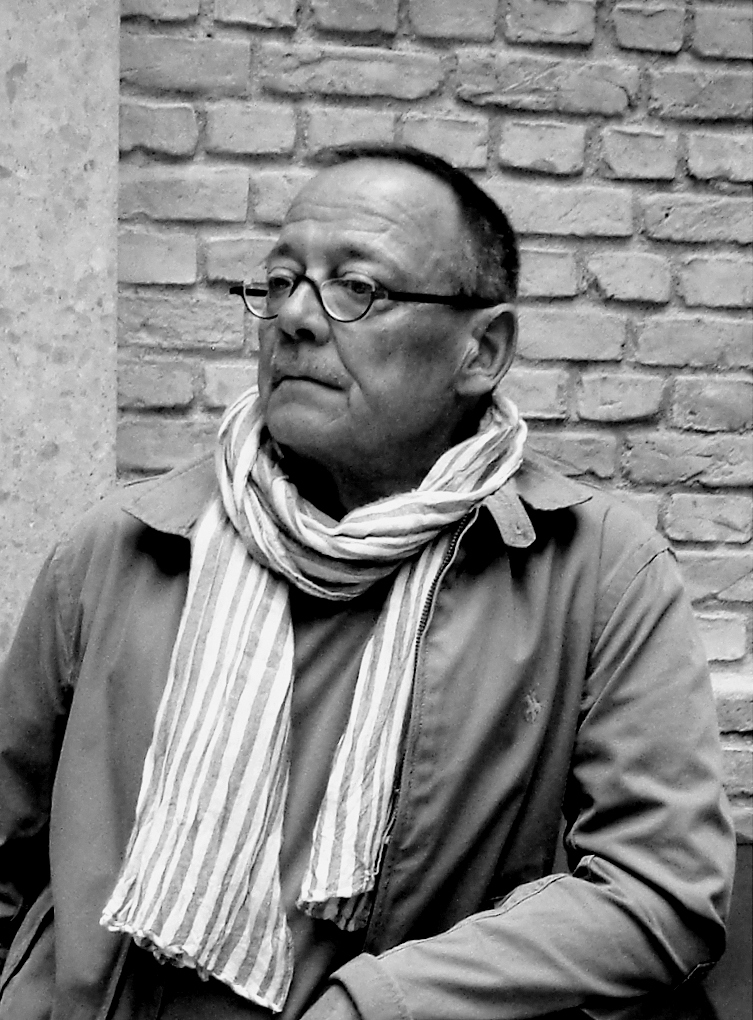
Andreas Rank Portrait

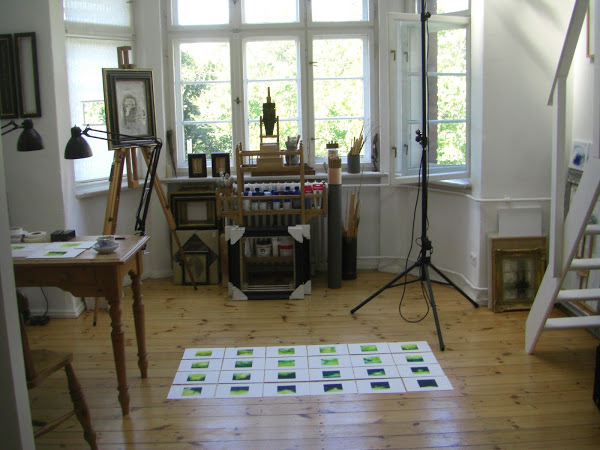
Andreas Rank Atelier

Andreas Rank (* 1955 in Altenburg in Thüringen) ist ein deutscher Maler, Künstler, Bühnen- und Kostümbildner.

## Biografie
Rank erhielt seine künstlerische Ausbildung von 1977 bis 1982 an der Hochschule für Bildende Künste in Dresden. Sein erstes Engagement als Bühnen- u. Kostümbildner hatte er von 1982 bis 1988 am Theater der Stadt Cottbus. Nach seiner Ausreise 1988 in den Westen lebte er als Maler in Kiel. Von 1989 bis 1997 war er als Bühnenbildner an den Städtischen Bühnen Osnabrück, anschließend von 1997 bis 2001 als Ausstattungsleiter am Landestheater Coburg engagiert. 
Seit 2001 war er ausschließlich freischaffend tätig. Er schuf Bühnenbilder und verantwortete Ausstattungen an zahlreichen nationalen und internationalen Theatern. Als Gast war er am Renaissance-Theater Berlin, am Theater am Neumarkt Zürich, am Theater an der Winkelwiese, am Staatstheater Mainz, am Landestheater Marburg und an den Theaterbühnen in Celle, Kaiserslautern und Nürnberg tätig. 
Sein malerisches und bildkünstlerisches Schaffen wurde in zahlreichen Ausstellungen präsentiert. Arbeiten von ihm befinden sich im öffentlichen und Privatbesitz von Sammlern in Deutschland, der Schweiz und den USA. 
Darüber hinaus hatte er seit 1998 mehrere Lehraufträge an der Fachhochschule Coburg, der Modeco in Zürich und der Hochschule für Musik und Theater in Leipzig.
Von 2007 bis 2012 betrieb er die Galerie artdepot-r in der Bonner Straße in Berlin. 
Rank lebt seit vielen Jahren in der Künstlerkolonie Berlin.